# نیروی دفاع ملی اتیوپی
نیروی دفاع ملی اتیوپی (ENDF) نیروی نظامی اتیوپی است. کنترل غیرنظامی ارتش از طریق وزارت دفاع اتیوپی انجام می‌شود که بر نیروهای زمینی، نیروی هوایی، نیروی دریایی و همچنین بخش صنایع دفاعی نظارت دارد.

## اندازه و سازمان
اندازهٔ نیروی دفاع ملی اتیوپی از زمان پایان جنگ اتیوپی-اریتره در سال ۲۰۰۰ به‌طور قابل توجهی در نوسان بوده‌است. در سال ۲۰۰۲ نیروهای دفاعی اتیوپی دارای حدود ۲۵۰۰۰۰–۳۵۰۰۰۰ نیرو بودند. این تقریباً همان تعداد بود که در رژیم درگ که در سال ۱۹۹۱ به دست نیروهای شورشی افتاد، حفظ شد. با این‌حال، این تعداد بعداً کاهش یافت و در ژانویهٔ ۲۰۰۷، در طول جنگ سومالی، گفته شد که نیروهای اتیوپی حدود ۳۰۰۰۰۰ سرباز داشتند. در سال ۲۰۱۲، IISS برآورد کرد که نیروی زمینی اتیوپی ۱۳۵۰۰۰ پرسنل و نیروی هوایی اتیوپی ۳۰۰۰ پرسنل دارد.
تا سال ۲۰۱۲، نیروی دفاع ملی اتیوپی از دو شاخهٔ مجزا تشکیل شده‌است: نیروی زمینی و نیروی هوایی اتیوپی. اتیوپی دارای چندین سازمان صنعتی دفاعی است که سیستم‌های تسلیحاتی مختلف را تولید و تعمیر می‌کنند. بیشتر این‌ها در زمان رژیم درگ که یک مجتمع صنعتی نظامی بزرگ را طراحی کرده بود ساخته شد. نیروی دفاع ملی اتیوپی متکی به خدمت داوطلبانهٔ سربازی افراد بالای ۱۸ سال است. اگرچه خدمت سربازی اجباری وجود ندارد، نیروهای مسلح ممکن است در صورت لزوم و رعایت اجبار، فراخوان انجام دهند.
اتیوپی امروزی که کشوری محصور در خشکی است، نیروی دریایی فعالی ندارد. اتیوپی در سال ۱۹۵۰ یک خط ساحلی در دریای سرخ را دوباره به‌دست‌آورد و در سال ۱۹۵۵ نیروی دریایی اتیوپی را ایجاد کرد. استقلال اریتره در سال ۱۹۹۱ اتیوپی را دوباره محصور در خشکی کرد، اما نیروی دریایی اتیوپی به فعالیت خود از بنادر خارجی ادامه داد تا سرانجام در سال ۱۹۹۶ منحل شد.